# Henrik Sundström

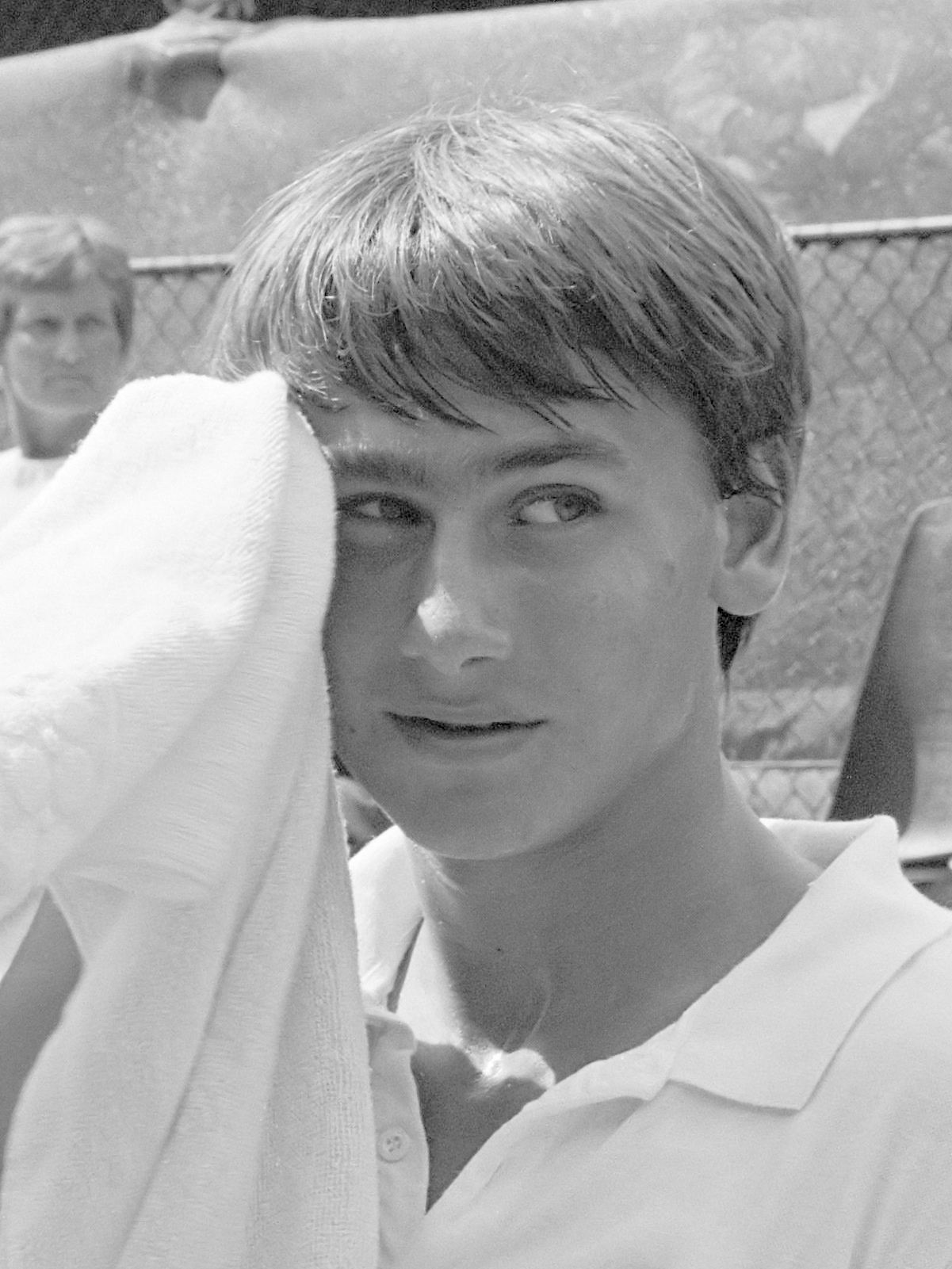
Henrik Sundström en 1982

Henrik Sundström (n, 29 de febrero de 1964 en Lund, Suecia) es un jugador de tenis sueco. En su carrera ha conquistado 5 torneos ATP y su mejor posición en la clasificación de individuales fue n.º 6 en octubre de 1984 y en dobles fue nº99 en octubre de 1984.

## Títulos (5; 5+0)

### Individuales (5)
| N.º | Fecha               | Torneo                 | Superficie    | Oponente en la final | Resultado     |
| --- | ------------------- | ---------------------- | ------------- | -------------------- | ------------- |
| 1.  | 27 de marzo de 1983 | Niza                   | Tierra batida | Manuel Orantes       | 7–5, 4–6, 6–3 |
| 2.  | 8 de abril de 1984  | Bari                   | Tierra batida | Pedro Rebolledo      | 7–5, 6–4      |
| 3.  | 22 de abril de 1984 | Masters de Monte Carlo | Tierra batida | Mats Wilander        | 6–3, 7–5, 6–2 |
| 4.  | 22 de julio de 1984 | Bastad                 | Tierra batida | Anders Järryd        | 3–6, 7–5, 6–3 |
| 5.  | 22 de junio de 1986 | Atenas                 | Tierra batida | Francisco Maciel     | 6–0, 7–5      |